# Sedum mocinianum
Sedum mocinianum är en fetbladsväxtart som beskrevs av E. Perez-calix. Sedum mocinianum ingår i Fetknoppssläktet som ingår i familjen fetbladsväxter. Inga underarter finns listade i Catalogue of Life.